# Johann Peter Petri
Johann Peter Petri, genannt Der alte Schwarzpeter oder Schwarzer Peter, (* 24. März 1752 in Burgen bei Bernkastel; † 4. April 1834 ebendort) war ein Räuber und Komplize des „Schinderhannes“. Der Name des Kartenspiels Schwarzer Peter erinnert – möglicherweise – an ihn.

## Leben
Seine Eltern waren Johann Peter Petri und dessen Ehefrau Christina Margaretha. Um 1780 heiratete der „Schwarzpeter“ die 1759 in Schmelz (heute ein Ortsteil von Neuhütten, ca. 15 km von Hüttgeswasen entfernt) geborene und ab 1765 im Weiler Hüttgeswasen lebende Maria Katharina Neumann, die Tochter des Wirts und Köhlers Johann Georg Neumann (um 1723–1803). Wo die Ehe geschlossen wurde, ist nicht mehr eruierbar.
Petri errichtete – mit Genehmigung des Herzogs von Zweibrücken – in Hüttgeswasen neben der Behausung seines Schwiegervaters eine Hütte, in der er mit seiner Familie elf Jahre lang lebte. Damals arbeitete er als Holzfäller und Köhler. Die in Hüttgeswasen hergestellte Holzkohle wurde von zahlreichen Schmelzen des Amtes Allenbach zur Eisen- und Kupferverhüttung benötigt.
1781 wurde in Hüttgeswasen sein erster Sohn namens Johann Peter Conrad (der „junge Schwarzpeter“) geboren. In Hüttgeswasen erblickten auch die Kinder Elisabetha Margaretha (* 1784), Johann Christian (* 1787), Abraham (1788–1791), Catarina Elisabeth (1791–1792) und Johann Andreas (* 1792) das Licht der Welt. Die restlichen drei der insgesamt neun Kinder stammen nicht aus Hüttgeswasen: der Sohn Johann Georg (* 1794/1795), die Tochter Louise (* 1797/1798) und der Sohn Leonhard (* um 1803/1804).
Die Hütte des „alten Schwarzpeter“ wurde 1792 beim Einmarsch der Franzosen niedergebrannt. Ab dieser Zeit führte er mit seiner Familie ein unstetes Leben. Die Petris verließen Hüttgeswasen und lebten bis 1811 in zahlreichen Orten im Hunsrück und auf der rechten Rheinseite, vor allem in der Gegend des Odenwaldes. Zunächst arbeitete der Familienvater etwa ein halbes Jahr lang als Holzfäller für die Gemeinden Beulich und Gondershausen. Anschließend hielt er sich etwa ein Jahr lang in Schauren bei Kempfeld auf, wo er im Auftrag eines Bürgers aus Hottenbach ebenfalls als Holzfäller aktiv war. Nach einem halbjährigen Aufenthalt in Weiden bei Hottenbach verdiente er fast vier Jahre lang als Holzhauer auf der Glashütte im Soonwald seinen Lebensunterhalt. Danach war er wiederum ein halbes Jahr Holzfäller in Münchwald und zog anschließend für kurze Zeit in die Gegend rechts der Nahe.
Petri beging zahlreiche Straftaten wie Diebstähle, Einbrüche und Raubüberfälle. Zusammen mit dem „Schinderhannes“ stahl er im August 1798 in Ellern zwei Pferde. Am 12. August 1798 ermordete er im Wald in der Nähe des Forsthauses Thiergarten gemeinsam mit dem „Schinderhannes“ den jüdischen Viehhändler Simon Seligmann. Das Opfer hatte drei Jahre zuvor den verheirateten „Schwarzpeter“ bei einem Schäferstündchen mit der ebenfalls verheirateten Frau des Iltis-Jakob im Wald beobachtet und dies deren Ehemann erzählt. Dieser erschlug seine untreue Gemahlin im Streit.
Petri hatte eine mittlere Statur, ein glattes und angeblich hübsches Gesicht, kohlschwarzes Haar und einen dunklen Backenbart. Zeitgenossen schilderten ihn einerseits als wahres Raubtier, andererseits aber auch als einen Menschen, den der Anblick eines Jungen zu Tränen rührte, vermutlich weil er dabei an seine Kinder dachte.
Bei Verhören belastete Petri nur Ganoven, die ihn zuvor belastet hatten und bat darum, dies im Protokoll zu vermerken. Er glaubte fest daran, dass es vorteilhaft sei, nach jedem eingestandenen Verbrechen um eine gnädige Strafe zu bitten, und freute sich darüber, wenn andere Gauner dies versäumten.
Petri war auch sehr eitel. Oft erwähnte er im reiferen Alter, er sei früher ein sehr schöner Mann gewesen. Wenn er über andere Geschlechtsgenossen sprach, erwähnte er immer, ob dieser ein schöner Mann sei oder nicht. Als er einmal eng sitzende Beinkleider erhielt, zeigte er diese jedem mit sichtlichem Wohlgefallen. Gerne erzählte er seine Liebschaften aus früheren Zeiten.
Bei manchen Gelegenheiten zeigte er eine fromme Gesinnung. Aber er meinte auch, er fange an zu zweifeln, ob es einen Gott gebe, weil er so sehr gebetet habe und seine Lage doch nicht verbessert worden sei. Wenn er von verstorbenen Verwandten oder Bekannten sprach, fügte er stets die Worte „der selige“ bei.
Der „alte Schwarzpeter“ wurde oft verhaftet und verhört. Zu Beginn des Jahres VII nach dem französischen Revolutionskalender verhaftete man ihn im Kanton Obermoschel und brachte ihn anschließend zunächst nach Kaiserslautern und dann nach Simmern. Am 29. Brumaire des Jahres VII brach er aus dem Turm von Simmern aus und floh auf die rechte Rheinseite in den Odenwald. Im Frühjahr 1802 hielt er sich im Soonwald auf, entging aber dem Zugriff der Behörden und stand im Gegensatz zu seinem Sohn, dem „jungen Schwarzpeter“, nicht in Mainz zusammen mit dem „Schinderhannes“ vor Gericht. Auch im Odenwald betätigte er sich als Straßenräuber, Einbrecher und Dieb.
Nach dem Raubüberfall auf eine Postkutsche zwischen Heppenheim und Weinheim, am 1. Mai 1811, wobei der Schweizer Kaufmann Hans Jacob Rieter totgeprügelt wurde, nahm man bei einer allgemeinen Razzia auch den damals bereits 59 Jahre alten „Schwarzpeter“ fest. Obwohl dieser schon seit langem als Köhler unter dem Namen „Johannes Wild“ im Odenwald lebte und mit dem Überfall nichts zu tun hatte, kam im Verlauf der Ermittlungen durch Angaben Mitgefangener seine wahre Identität ans Tageslicht. Der frühere Räuberkomplize des 1803 in Mainz hingerichteten „Schinderhannes“ wurde am 11. November 1811 wegen seiner alten Verbrechen an die französischen Behörden in Mainz ausgeliefert, wo er gemeinsam mit dem Schinderhannes-Bandenmitglied Franz Delis zu einer lebenslangen Zuchthausstrafe verurteilt wurde.
Nach seinem Tod gelangte sein Leichnam in das Anatomische Institut der Universität Heidelberg, wo angeblich auch sein Skelett lange Zeit aufbewahrt wurde. Das Skelett des „Schwarzpeter“ gilt als verschollen, während ein dem „Schinderhannes“ zugeschriebenes noch heute in Heidelberg vorhanden ist.

## Familie
Straffällig wurden auch die Kinder des „alten Schwarzpeters“ sowie dessen Ehefrau Maria Katharina, die sich häufig an Diebstählen beteiligte. Der Sohn Peter Petri, alias der „junge Schwarzpeter“, ein Komplize des „Schinderhannes“, wurde in Mainz zu 15 Jahren Kettenstrafe verurteilt. Der Sohn Andreas Peter (Köhlers Andres genannt) wurde, wegen Beteiligung an dem bereits genannten Raubüberfall auf eine Postkutsche bei Heppenheim, in Mannheim zum Tod verurteilt, aber wegen seiner Jugend und Unerfahrenheit zu einer lebenslangen Zuchthausstrafe begnadigt. Die Söhne Johann Georg und Leonard nahmen an Diebstählen teil. Die Tochter Elisabetha Margaretha wurde 1812 in Mannheim wegen Mitwisserschaft eines Raubes, des Ehebruchs und der Gaunerei zu einer halbjährigen Zuchthausstrafe verurteilt.
1813 wurde der Rest der Familie Petri im Arrondissement Simmern wegen Bettelns und Vagabundierens verhaftet. Die Ehefrau des „alten Schwarzpeter“ und eine Tochter kamen später in das Bettelhaus nach Trier, wo letztere floh. Über ihr weiteres Schicksal ist nichts bekannt.